# Podocoma hieracifolia
Podocoma hieracifolia là một loài thực vật có hoa trong họ Cúc. Loài này được (Poir.) Cass. miêu tả khoa học đầu tiên năm 1826.